# Karolína Indráčková
 Karolína Indráčková  (* 26. August 1997 in Jilemnice) ist eine tschechische Skispringerin.

## Werdegang
Karolína Indráčková, die ältere Schwester von Anežka Indráčková, startete am 18. Februar 2012 in Liberec zum ersten Mal bei einem Continental Cup. Mit Rang 27 erreichte sie die Voraussetzung, um im Weltcup teilnehmen zu dürfen.
Gemeinsam mit Barbora Blažková, Michaela Rajnochová und Natálie Dejmková gewann sie beim Europäischen Olympischen Winter-Jugendfestival 2013 auf der Trambulina Valea Cărbunării in Râșnov die Goldmedaille.
Im Sommer 2014 erreichte Indráčková im Alpen- und FIS-Cup mehrere Resultate unter den besten Zehn. Später belegte sie beim Grand Prix in Almaty die Plätze 25 und 22, womit sie sich als 25. in die Gesamtwertung einordnete. Ein Jahr später startete sie im Skisprung-Alpencup. Nachdem sie dort nicht überzeugen konnte, erhielt sie für den Winter 2015/16 vorerst keinen Startplatz im A- oder B-Kader. Bei den Junioren-Weltmeisterschaften 2015 in Almaty belegte sie Platz 28 im Einzel und wurde mit der tschechischen Mannschaft Sechste.
Am 17. Februar 2019 erreichte Indráčková erstmals den zweiten Durchgang eines Weltcupspringens und belegte dabei beim Wettkampf von der Schattenbergschanze in Oberstdorf den 29. Platz. Bei den Nordischen Skiweltmeisterschaften 2019 in Seefeld erreichte Indráčková gemeinsam mit Marta Křepelková, Štěpánka Ptáčková und Zdeňka Pešatová den neunten Rang beim erstmals ausgetragenen Teamwettbewerb der Damen. Auch im Mixed-Mannschaftswettbewerb wurde sie mit der tschechischen Mannschaft Neunte, während sie im Einzel den 31. Platz belegte.
Bei den Weltmeisterschaften 2021 in Oberstdorf wurde sie mit dem tschechischen Mixed-Team und der Frauenmannschaft jeweils Achte. In den Einzelwettbewerben wurde sie von der Normalschanze und von der Großschanze jeweils 25. Bei den Olympischen Winterspielen 2022 in Peking wurde sie im Einzelwettbewerb von der Normalschanze 28. und mit dem tschechischen Mixed-Team Siebte.

## Statistik

### Weltcup-Platzierungen
| Saison  | Platz | Punkte |
| ------- | ----- | ------ |
| 2018/19 | 49.   | 006    |
| 2020/21 | 35.   | 047    |
| 2021/22 | 34.   | 082    |
| 2022/23 | 47.   | 017    |

### Grand-Prix-Platzierungen
| Saison | Platz | Punkte |
| ------ | ----- | ------ |
| 2014   | 25.   | 015    |
| 2019   | 18.   | 047    |
| 2020   | 10.   | 026    |
| 2021   | 37.   | 035    |
| 2022   | 35.   | 029    |
| 2023   | 45.   | 018    |

### Continental-Cup-Platzierungen
| Saison  | Platz | Punkte |
| ------- | ----- | ------ |
| 2011/12 | 68.   | 004    |
| 2013/14 | 33.   | 017    |
| 2014/15 | 47.   | 017    |
| 2016/17 | 59.   | 007    |
| 2019/20 | 12.   | 194    |
| 2021/22 | 40.   | 092    |
| 2022/23 | 10.   | 209    |